# Catherine Lubochinsky
Catherine Lubochinsky, est une économiste française professeur à l’université Paris II Panthéon Assas. 

## Biographie

### Jeunesse et études
Elle suit des études d'économie à l'université Panthéon-Sorbonne entre 1978 et 1982. Elle est reçue à l'agrégation de sciences économiques et sociales en 1994. Elle est docteure en économie.

### Parcours professionnel
Catherine Lubochinsky a dirigé pendant quinze ans le master 2 « Professionnel de finance » de l'université d'Assas. 
Elle exerce également une activité de consultante auprès d’établissements bancaires et financiers, dont la Banque de France, au sein du service de la stabilité financière, entre 2002 et 2005. L'année suivante, elle conseille Liffe-Euronext, et ce jusqu'en 2007.
Elle a été présidente de la SUERF (the European Money and Finance Forum) de 2006 à 2012. Elle a été membre du collège de supervision de l’ACPR (2015) et managing director du Global Risk Institute (Toronto 2013-2014), puis administratrice indépendante de LCH SA (2015-2020)
Aujourd'hui en plus du Cercle des économistes et de son poste à l'université, elle est administratrice de la Banque Wormser frères et membre du Conseil scientifique de l’ACPR et de la fondation Unicredit & Universities.

## Thèmes de recherche
- Taux d'intérêt[4]
- Marchés financiers[4]
- Produits dérivés[4]

## Publications
- La volatilité des marchés augmente-t-elle ?  (collab. Th. Chauveau & alii), Revue d'économie financière, no 74, 2004
- Marchés Financiers Européens et Américains : dépendance ou concurrence ? (ouvrage collectif), Paris, Descartes et Cie, 2004
- Volatilité boursière (collab. M.H. Grouard & S. Levy), in Revue de stabilité financière, Banque de France, 2003
- Les Agences de notation, in Cahiers économiques du cercle des économistes, no 2, 2003
- Quel crédit accorder aux sprerads de crédit ? in Revue de stabilité financière, Banque de France, 2002
- (en) The role of Hedge Funds in International Capital Markets, in Economic notes, 2002
- Banques : les fausses solutions d'Obama, in journal Les Echos le 28/01/2010
- Quel crédit accorder aux spreads de crédit ? in Revue de Stabilité Financière, Banque de France, no 1, novembre 2002
- La volatilité des marchés augmente-t-elle ? en coll avec T. Chauveau & alii, in Revue d’Économie Financière, no 74, 2004
- Gestion du risque de taux d’intérêt par les sociétés d’assurance-vie et les fonds de pension, avec V. Fleuriet, in Revue de stabilité financière, Banque de France, juin 2005
- Marchés d’actions et stabilité financière : les enjeux de la régulation, en coll avec V. Fleuriet et CL, in Revue d’économie financière, janvier 2006
- Cycles réel, du crédit et de taux d’intérêt : convergence ou divergence ? Une comparaison Pologne, Hongrie, République tchèque et zone euro, en coll avec S. Avouyi-Dovi, R. Kierzenkowski, Catherine Lubochinsky, in Revue économique, 2006

## Décorations
- Chevalier de la Légion d'honneur 14 juillet 2019[5].